# Гільберг Ісидір
Ісидір Гільберг (* 12 червня 1852, м. Біла Церква, Україна, на той час — Російська імперія — † дані відсутні) — доктор філософії, ректор Чернівецького університету у 1897-1898 навчальному році

## Біографія
Народився в сім'ї доктора медичних наук.
Ще у ранньому дитинстві сім'я Ісидора переїхала до Відня, де він і отримав повну середню освіту.
Під час навчання у Віденському університеті вивчав класичну філологію у таких відомих філологів як Йоган Вален (Johannes Vahlen), Теодора Комперца (Theodor Gomperz), Йогана Йозефа Гофмана (Johann Joseph Hoffmann) та Вільгельма Гарте (Wilhelm von Harte).
Ще студентом опублікував свою першу працю під назвою «Zum Christus patiens», а в 1874 році здобів науковий ступінь доктора філософії.
Пів року навчався Італії і в 1977 році став приват-доцентом класичної філології Віденського університету.
З 1879 року — позаштатний професор ще не розділеного на чеський і німецький університети в Празі.
У 1882 році його запросили працювати штатним професором на кафедру класичної філології Чернівецького університету.
В Чернівецькому університеті у 1891-1892 навчальному році обіймав посаду декана філософського факультету.
У 1897-1898 навчальному році був ректором Чернівецького університету.

## Публікації[1]
- «Eusthatii Macrembolitæ Protonobilissimi de Hysmines et Hysminiæ Amoribus Libri xi.» (Wien, 1876);
- «Epistula Critica ad Joannem Vahlenum de Nonnullis Scriptorum Græcorum et Romanorum Locis Emendandis Explicandisve». (Wien, 1877);
- «Das Gesetz der Trochäischen Wortformen im Dactylischen, Hexameter und Pentameter der Griechen vom 7. Jahrh. v. Chr. bis zum Untergang der Griechischen Poesie.» (Wien, 1878);
- «Das Princip der Silbenwägung und die Daraus Entspringenden Gesetze der Endsilben in der Griechischen Poesie». (Wien, 1879);
- «Die Gesetze der Wortstellung im Pentameter des Ovid». (Leipzig, 1894);
- «Philologie und Naturwissenschaft». Промова при всту пі на посаду ректора Чернівецького університету (Czernowitz, 1898).
- «Про гальську війну Цезаря» (1890);